# Płonka Kościelna (gromada)
Płonka Kościelna – dawna gromada, czyli najmniejsza jednostka podziału terytorialnego Polskiej Rzeczypospolitej Ludowej w latach 1954–1972.
Gromady, z gromadzkimi radami narodowymi (GRN) jako organami władzy najniższego stopnia na wsi, funkcjonowały od reformy reorganizującej administrację wiejską przeprowadzonej jesienią 1954 do momentu ich zniesienia z dniem 1 stycznia 1973, tym samym wypierając organizację gminną w latach 1954–1972.
Gromadę Płonka Kościelna z siedzibą GRN w Płonce Kościelnej utworzono – jako jedną z 8759 gromad – w powiecie wysokomazowieckim w woj. białostockim, na mocy uchwały nr 24/V WRN w Białymstoku z dnia 4 października 1954. W skład jednostki weszły obszary dotychczasowych gromad Płonka Kościelna, Płonka Strumianka i Roszki Ziemaki ze zniesionej gminy Kowalewszczyzna oraz Płonka Kozły, Płonka Matyski, Gąsówka Somachy, Gąsówka Skwarki, Gąsówka Osse Bagno, Roszki Wodźki i Roszki Włodki ze zniesionej gminy Sokoły w tymże powiecie. Dla gromady ustalono 20 członków gromadzkiej rady narodowej.
13 listopada 1954 roku gromada weszła w skład nowo utworzonego powiatu łapskiego.
Gromada przetrwała do końca 1972 roku, czyli do kolejnej reformy gminnej.